# Ordensgelübde

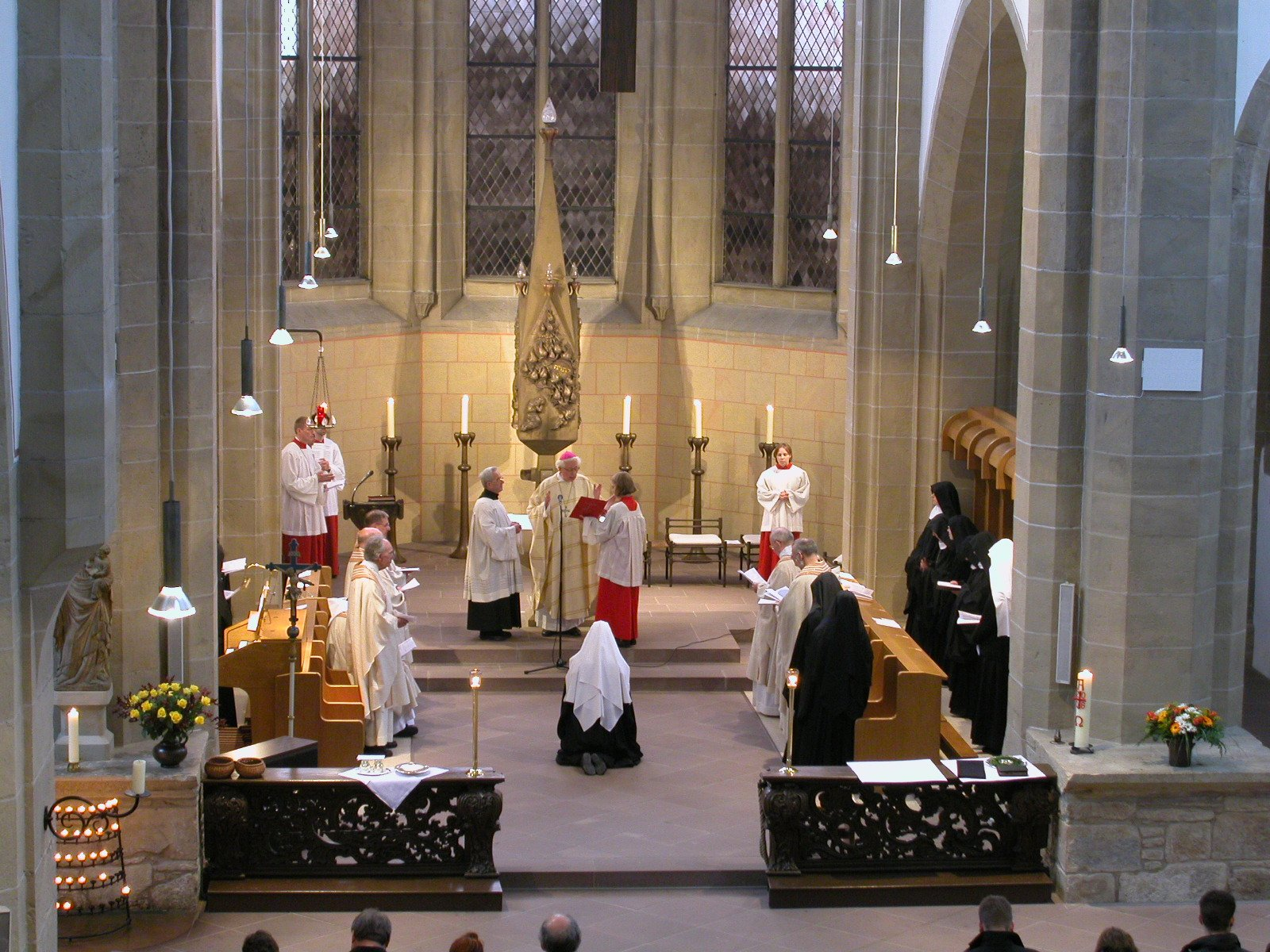
Benediktinerinnenkloster Marienrode, ewige Profess und Jungfrauenweihe (2006)

Ein Ordensgelübde ist das öffentliche Versprechen in einer Ordensgemeinschaft, nach den evangelischen Räten und unter einem Oberen nach einer Ordensregel zu leben. Das Ablegen der Ordensgelübde wird auch als Profess (Profess von lat. professio, ‚Bekenntnis‘) bezeichnet, ein Ordensangehöriger, der die Gelübde abgelegt hat, als Professe (von lateinisch professus, professa jemand, der oder die etwas versprochen hat).

## Gegenstand der Gelübde und Rechtsfolgen
Im Einzelnen verspricht der oder die Professe, den im Matthäusevangelium (Mt 19,12-29 ) genannten „evangelischen Räten“ der Armut, der ehelosen Keuschheit und des Gehorsams zu folgen und sich für einen bestimmten Zeitraum (zeitliche Profess) oder dauerhaft (ewige Profess) an die Ordensgemeinschaft zu binden. Das Ablegen der Gelübde hat kirchenrechtliche Folgen und beeinträchtigt je nach Eigenart des Instituts durch das Armutsgelübde auch die Erwerbs- und Besitzfähigkeit des Professen. Die abgelegte Profess stellt ein Ehehindernis dar, das eine gültige kirchliche Eheschließung verhindert. Im Fall eines Fortgangs aus dem Orden müsste ein Austrittsindult erteilt werden, um von den Rechtsfolgen der Gelübde zu dispensieren.

## Form
Bei manchen Orden gibt es mehr als drei Gelübde, z. B. das Gelübde des Gehorsams gegenüber den Sendungen des Papstes bei den Jesuiten oder das Gelübde der Klausur bei den Klarissen. Auch können die Gelübde einer anderen inhaltlichen Systematik folgen; so legen die Mönche und Nonnen der benediktinischen Orden (Benediktiner, Zisterzienser und Trappisten) die auf die Benediktsregel zurückgehenden Gelübde der Oboedientia (Gehorsam), Stabilitas loci (Ortsgebundenheit, die das Mitglied an ein bestimmtes Kloster bindet) und Conversatio morum suorum (klösterlichen Lebenswandel) ab, wobei der klösterliche Lebenswandel die freiwillige Armut und die ehelose Keuschheit miteinschließt. Die Dominikaner wiederum versprechen ausschließlich Gehorsam, den sie – der Theologie des Thomas von Aquin folgend – als das hervorragendste der drei Ordensgelübde ansehen und der in diesem Verständnis die Befolgung der anderen beiden Räte implizit einschließt.
Zuweilen wird, wo dies nicht bereits zuvor geschehen ist, bei der Profess ein Ordensname angenommen und ein neuer Habit überreicht. Auch weitere äußere Zeichen können der Verdeutlichung der durch die Profess eingegangenen Bindung dienen, wie etwa die Übergabe der Kukulle in den monastischen Orden, bei Frauen z. B. oft die Übergabe eines Schleiers, der sich von dem der Novizinnen unterscheidet, oder auch ein Ring als Zeichen der bräutlichen Bindung an Christus und die Kirche.

## Zeitliche und ewige Profess
Die Mitglieder der alten Orden, das heißt der länger als 700 Jahre bestehenden Gemeinschaften, legen in der Regel nach dem Noviziat zunächst zeitliche Gelübde ab, die sie für einen begrenzten Zeitraum (meist drei Jahre) an die Gemeinschaft binden. Nach Ablauf dieser Zeit folgt dann die feierliche Profess auf Lebenszeit („ewige Profess“ „ewige Gelübde“). Manchmal wird auch eine mehrmalige zeitliche Profess zugelassen, auf die anschließend gegebenenfalls die ewige Bindung folgt.

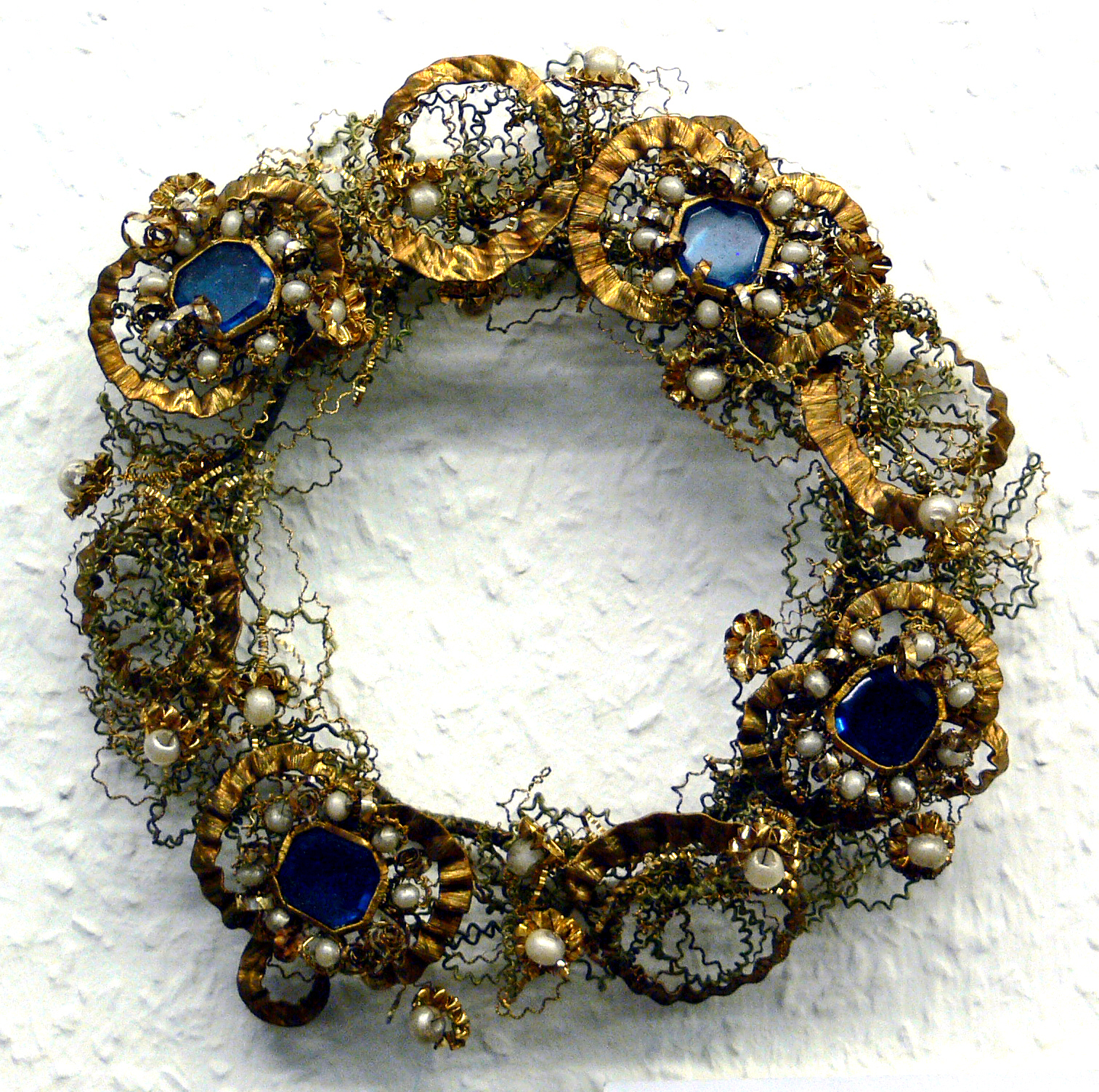
Krone für das goldene Professjubiläum, Bodenseegebiet, um 1760

Mitglieder von Ordensgemeinschaften neueren Ursprungs (sogenannten Kongregationen) legen anstelle der feierlichen Gelübde sogenannte einfache Gelübde ab, die in der Regel zunächst jährlich erneuert werden. Nach mindestens dreimaliger Ablegung für je ein Jahr kann das Ordensmitglied dann zu den ewigen Gelübden zugelassen werden. Oft kann die zeitliche Bindung über die dreijährige Junioratszeit hinaus bis zu einer gewissen Höchstgrenze jährlich für jeweils ein weiteres Jahr verlängert werden, bevor schließlich gegebenenfalls die einfachen ewigen Gelübde für immer abgelegt werden müssen.
Eine feierliche Profess wird üblicherweise im Rahmen der heiligen Messe abgelegt, zuweilen auch in einem Pontifikalamt. Zeitliche Professfeiern können auch im Rahmen einer anderen liturgischen Feier vollzogen werden, etwa einer Vesper, oder auch außerhalb der Liturgie in Form eines feierlichen Aktes im Kapitelsaal oder im Oratorium in Anwesenheit der Gemeinschaft. Für einfache ewige und zeitliche Gelübde gelten ähnliche Gewohnheiten. Im Anschluss an die Feier unterzeichnen die Professen die Professurkunde. Runde Jahrestage des Professtages (Professjubiläum, „Jubelprofess“) werden ähnlich wie Hochzeitsjubiläen gezählt (silbernes, goldenes bzw. diamantenes Professjubiläum etc.) und teils auch liturgisch begangen.
Rechtliche Unterschiede zwischen den Bindungswirkungen von feierlichen und einfachen Ordensgelübden gibt es nicht. Die Unterscheidung spielt ebenso wie der Unterschied zwischen Orden und Kongregationen im aktuellen römisch-katholischen Kirchenrecht keine praktische Rolle mehr und hat nur im Vermögensrecht der Mitglieder eine geringfügig abweichende Rechtsstellung zur Folge.

## Versprechen und Proposita
Die Mitglieder von Gesellschaften apostolischen Lebens legen – anders als Ordensleute – keine öffentlichen Gelübde, sondern ein privates Versprechen ab, das den Ordensgelübden zwar inhaltlich gleichkommt, kirchenrechtlich jedoch nicht die gleiche Bindung bewirkt. Die Mitglieder dieser Gemeinschaften legen nach einigen Jahren endgültige zeitliche Versprechen ab, die eine unbegrenzte Zugehörigkeit zu ihrem Verband begründen.
Geweihte Jungfrauen bekräftigen in der Liturgie der Jungfrauenweihe vor dem Ortsbischof ihr Sanctum Propositum (die heilige Entschlossenheit), im Stand der Jungfräulichkeit leben zu wollen. Diese Bekundung ist anders als das Versprechen der Mitglieder von Gesellschaften des apostolischen Lebens im kirchenrechtlichen Sinn ein öffentliches Gelübde, begründet aber im Unterschied zum Ordensgelübde weder die Zugehörigkeit zu einer Gemeinschaft noch ein trennendes Ehehindernis.